# Сира
Сира (на френски: Syrah) или Шираз е червен винен сорт грозде, с произход от Иран. Освен във Франция (69 891 ха), е разпространен и в Швейцария (180 ха), Италия (2000 ха), Австралия (43 418 ха), Калифорния (САЩ) (7306 ха), ЮАР (9856 ха), Аржентина (11 670 ха), Мексико (1700 ха) и Чили (3370 ха). В световен мащаб Сира заема седмо място по засадени площи: 142 600 хектара.
През 2001 г. е засаден на малки площи и в България в района на град Любимец и в Сакар. През 2004 г. „Вила Любимец“ прави първата българска сира.
Сортът е известен и с имената: Серван черен, Ермитаж, Шира (Schiras), Сирак (Sirac), Инен Ноар (Hignin Noir) в Кремьо, Кандив (Candive) в Бургуан, Антурнерен (Entournerein) в Ла-Тур-дю-Пан, Антурнерен Ноар (Antournerein Noir), Марсан Ноар (Marsanne Noire) в Сен-Марселен, План-де-ла-Бьон (Plant de la Biaune), или Бьон (Biaune), в Монбризон, Серен (Serenne, или Sereine) в долината Изера, Серин (Serine) в Кот-Роти.
Ранен до средно зреещ сорт: в България гроздето узрява около средата на август. Лозите имат среден растеж и не дават високи добиви. Предпочита по-бедни, каменисти почви с добър дренаж. Устойчив на гъбични заболявания и на повечето заболявания по лозите.
Гроздът е малък до среден, цилиндрично-коничен, леко крилат, средно плътен. Зърната са средни по големина, леко овални, черни.
От Сира се правят висококачествени червени сортови вина, както и купажни вина и розета. Младите вина имат характерни тонове на виолетки, екзотични цветя, пушек, розмарин, мащерка, малина, боровинка и касис. Вината се отличават с много плътен, гранатов цвят с лилавеещи нюанси и с висока плътност. Имат голям потенциал за стареене. С остаряването си вината придобиват нови ароматни нотки на шоколад, тютюн и кожа. Във Франция, в долината на Рона от Сира правят известните тъмни вина „Hermitage“ и „Cote Rotie“, като в тях се добавят за аромат и малки количества Вионие. Сортът се отглежда повсеместно в цяла Южна Франция, където се използва в купажни вина. Пренесен и засаден в Австралия през ХІХ век, днес Сира е най-разпространеният червен сорт в Австралия, станал емблематичен за австралийските винопроизводители.